# Piłka nożna w Polsce (2003/2004)
Piłka nożna w Polsce - sezon 2003/2004
- Mistrz Polski: Wisła Kraków
- Wicemistrz Polski: Legia Warszawa
- Zdobywca Pucharu Polski: Lech Poznań

- start w eliminacjach Ligi Mistrzów: Wisła Kraków
- start w Pucharze UEFA: Legia Warszawa, Amica Wronki, Lech Poznań

- I liga polska w piłce nożnej (2003/2004)
- II liga polska w piłce nożnej (2003/2004)
- III liga polska w piłce nożnej (2003/2004)
- IV liga polska w piłce nożnej (2003/2004)
- V liga polska w piłce nożnej (2003/2004)
- Liga okręgowa polska w piłce nożnej 2003/2004
- A-klasa polska w piłce nożnej (2003/2004)
- B-klasa polska w piłce nożnej (2003/2004)
- C-klasa polska w piłce nożnej (2003/2004)
- Puchar Polski w piłce nożnej (2003/2004)